# Tubuloalveoläre Drüse
Mit tubuloalveolär (von lateinisch tubus ‚Röhre‘ und alveolus ‚kleine Mulde, Bienenzelle, kleine Wanne‘) werden in der Histologie exokrine Drüsen bezeichnet, welche eine sowohl röhrenförmige (tubuläre) als auch bläschenartige (alveoläre) Endstücke aufweisen. Sie gehören wie die tubuloazinösen Drüsen zu den gemischten Drüsen. In tubuloalveolären Drüsen kommen sowohl schlauchförmige Endstücke, bei denen die sekretbildenden Anteile den gleichen Durchmesser wie die ableitenden Teile haben, als auch bläschenförmig erweiterte Endstücke mit einem einschichtigen Plattenepithel vor.
Einen tubuloalveolären Drüsenaufbau zeigen:
- Brunner-Drüsen
- Brustdrüse
- Glandula vestibularis major[2]
- Kardiadrüsen
- Krause-Drüsen
- Prostata[3]
- Tränendrüse
- Wolfring-Drüsen